# Cephonodes xanthus
Cephonodes xanthus là một loài bướm đêm thuộc họ Sphingidae. Nó được tìm thấy ở Nhật Bản (Shikoku, Kyushu, Tanegashima, Tokara Island và quần đảo Ryukyu).
Nó giống với Cephonodes janus janus và Cephonodes trochilus về phía ngoài bụng màu xanh lá cây.